# Rajd Ypres 1991
Rajd Ypres 1991 (27. Ypres 24 Hours Rally) – 27. edycja rajdu samochodowego Rajd Ypres rozgrywanego w Belgii. Rozgrywany był od 28 do 30 czerwca 1991 roku. Była to dwudziesta czwarta runda Rajdowych Mistrzostw Europy w roku 1991 (rajd miał najwyższy współczynnik – 20) oraz piąta runda Rajdowych Mistrzostw Belgii..

## Klasyfikacja rajdu
| Miejsce                                         | Kierowca                                        | Pilot                                           | Samochód                                        | Czas                                            | Strata                                          |                                                 |
| Klasyfikacja generalna, ERC i mistrzostw Belgii | Klasyfikacja generalna, ERC i mistrzostw Belgii | Klasyfikacja generalna, ERC i mistrzostw Belgii | Klasyfikacja generalna, ERC i mistrzostw Belgii | Klasyfikacja generalna, ERC i mistrzostw Belgii | Klasyfikacja generalna, ERC i mistrzostw Belgii | Klasyfikacja generalna, ERC i mistrzostw Belgii |
| ----------------------------------------------- | ----------------------------------------------- | ----------------------------------------------- | ----------------------------------------------- | ----------------------------------------------- | ----------------------------------------------- | ----------------------------------------------- |
| 1.                                              | Patrick Snijers                                 | Dany Colebunders                                | Ford Sierra RS Cosworth 4x4                     | 3:57:23                                         | 0.0                                             |                                                 |
| 2.                                              | Robert Droogmans                                | Ronny Joosten                                   | Ford Sierra RS Cosworth 4x4                     | 4:02:51                                         | +5:28                                           |                                                 |
| 3.                                              | Bruno Thiry                                     | Stéphane Prévot                                 | Opel Kadett GSI 16V                             | 4:15:31                                         | +18:08                                          |                                                 |
| 4.                                              | Marc Timmers                                    | Theo Ulens                                      | Mitsubishi Galant VR-4                          | 4:16:28                                         | +19:05                                          |                                                 |
| 5.                                              | Gaby Goudezeune                                 | Filip De Pelsemaeker                            | Ford Sierra RS Cosworth 4x4                     | 4:16:49                                         | +19:26                                          |                                                 |
| 6.                                              | Gerard Magniette                                | Luc Manset                                      | BMW M3                                          | 4:20:27                                         | +23:04                                          |                                                 |
| 7.                                              | Bernard Munster                                 | Willy Lux                                       | Opel Corsa A GSi                                | 4:20:55                                         | +23:32                                          |                                                 |
| 8.                                              | David Metcalfe                                  | Ian Grindrod                                    | Vauxhall Nova GTE                               | 4:23:21                                         | +25:58                                          |                                                 |
| 9.                                              | Guy Colsoul                                     | Ronny Deruyter                                  | Mitsubishi Galant VR-4                          | 4:23:38                                         | +26:15                                          |                                                 |
| 10.                                             | Kurt Victor                                     | Stefaan Nevejans                                | BMW M3 E30                                      | 4:25:20                                         | +27:57                                          |                                                 |